# Caspar Cruciger der Ältere

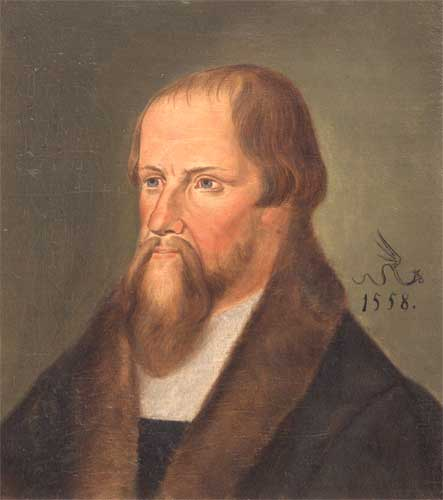
Caspar Cruciger nach Lucas Cranach d. J.

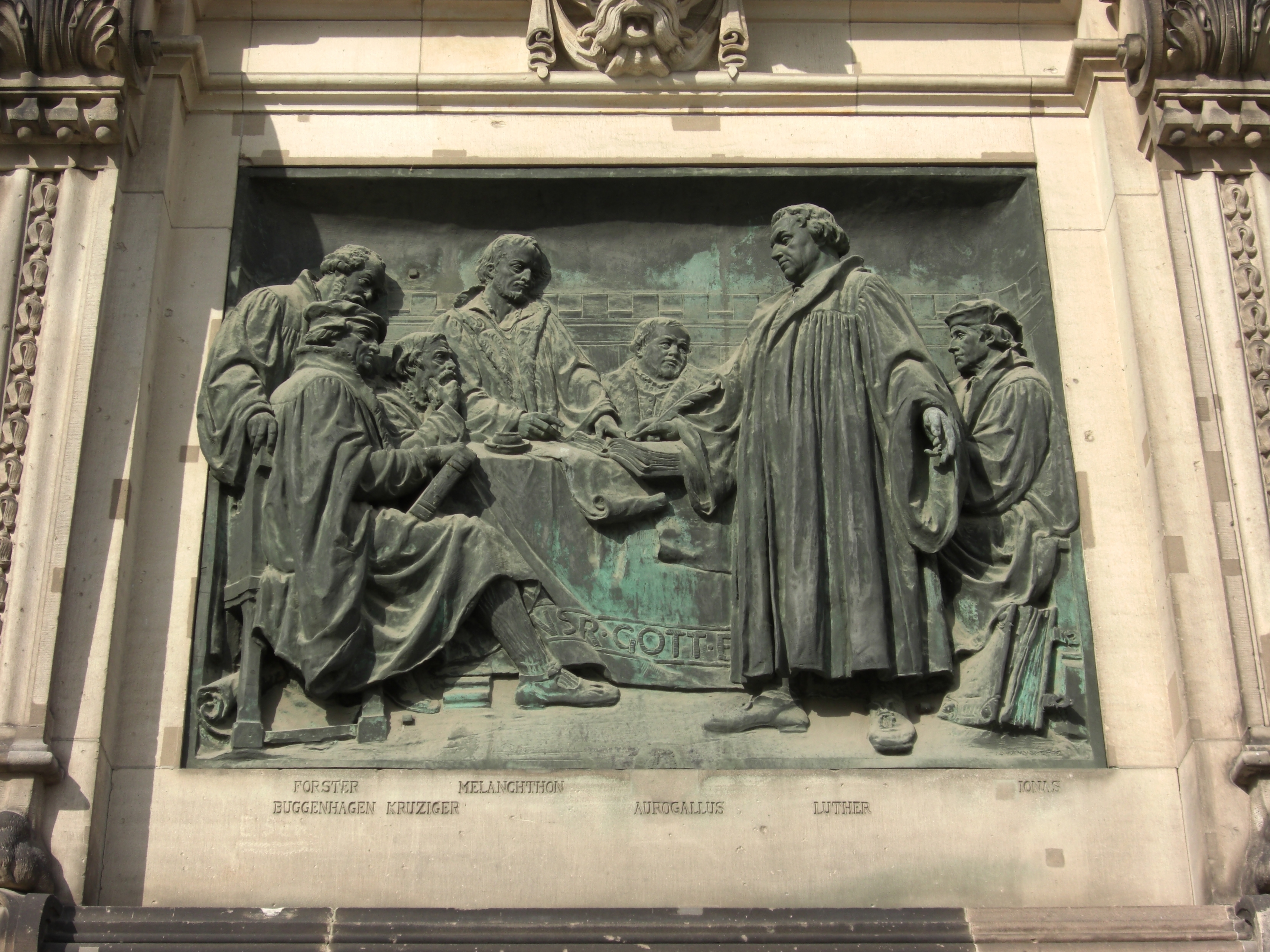
Szene mit Caspar Cruciger, Martin Luther, Philipp Melanchthon und anderen; Relief am Berliner Dom

Caspar Cruciger der Ältere (auch: Kreutzer, Crutziger o. ä.; * 1. Januar 1504 in Leipzig; † 16. November 1548 in Wittenberg) war ein deutscher evangelischer Theologe, Reformator und auch Stenograf von 
Martin Luthers Predigten.

## Leben
Als Sohn des Kaufmannes Georg Kreuziger († 28. Juni 1544 in Leipzig), der aus einer böhmischen Familie stammte und die hussitischen Traditionen pflegte, wurde Caspar Cruciger am 1. Januar 1504 in Leipzig geboren. Sein Vater Georg hatte 1502, genau wie sein Bruder Nickel das Bürgerrecht in Leipzig erworben und kamen daraufhin zu einem gewissen Wohlstand. Die beiden Brüder stammen aus Mülsen nahe Zwickau. Durch den Wohlstand des Vaters konnte der junge Caspar Cruciger bereits in früher Jugend eine humanistische Ausbildung bei Georg Helt (aus Forchheim, deswegen Forchemius genannt) und Kaspar Börner an der Thomasschule zu Leipzig genießen. Am 19. Oktober 1513 wurde er Student an der Universität Leipzig, wo er Schüler des Engländers Richard Croke und des Petrus Mosellanus wurde. Als Student bei Georg Helt wohnte er unter anderem der Leipziger Disputation zwischen Martin Luther und Johannes Eck bei.
Nach dem Ausbruch der Pest in Leipzig 1521 übersiedelte Cruciger nach Wittenberg. Hier setzte er sein Studium der Theologie fort und erweiterte es um das Fach Hebräisch, bis er 1522 nach Leipzig zurückkehrte. Bereits im folgenden Jahr, am 13. April 1523, ließ er sich erneut in Wittenberg immatrikulieren. Dort erweiterten sich seine Interessen auch auf den naturwissenschaftlichen Bereich; so legte er 1524 einen botanischen Garten an. Seine mathematischen und astronomischen Studien mit Erasmus Reinhold brachten ihm Anerkennung und förderten die Durchsetzung des kopernikanischen Weltbildes.
Im Dezember 1524 schlug Philipp Melanchthon vor, ihn mit der „Lectio Quintiliana“ an der philosophischen Fakultät zu betrauen. 1525 wurde er zum Rektor und Prediger der neu gegründeten evangelischen Johannisschule in Magdeburg berufen, die unter seiner Leitung aufblühte. Am 17. November 1528 erhielt Cruciger eine Professur für Theologie und die damit verbundene Predigerstelle in der Schlosskirche Wittenberg.
Er trat zunächst in die philosophische Fakultät ein und übernahm dort auch theologische Vorlesungen, so dass er am 17. Juni 1533 zum Doktor der Theologie promoviert wurde und im selben Jahr zum Professor der Theologie in Wittenberg ernannt wurde. Er setzte seine Arbeiten von nun an vorrangig in Wittenberg an der Seite Luthers fort und half diesem bei der Übersetzung und der Druckvorbereitung der Bibel. Erst mit seiner Beteiligung und der des Friedrich Myconius an der Reformationsbewegung in Leipzig im Sommer 1539 änderte sich dies. Danach findet man ihn bei den Hagenauer Religionsgesprächen, bei dem Wormser Religionsgespräch (1541) und bei den Regensburger Religionsgesprächen, wo er als Sekretär durch Aufzeichnungen und Verhandlungen wichtige Dienste leistete.

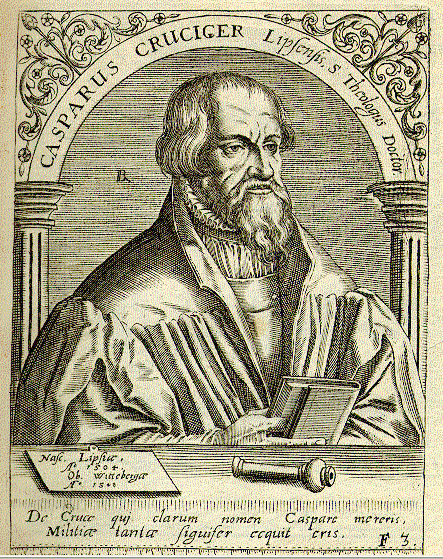
Caspar Cruciger der Ältere (Kupferstich Mitte des 17. Jh.)

Besonders schwierig war die Zeit des Schmalkaldischen Krieges, als er mit Philipp Melanchthon und Paul Eber versuchte, die Wittenberger Universität zu erhalten. Von diesen Strapazen gezeichnet, verstarb er am 16. November 1548 nachmittags um 18 Uhr. Sein Leichnam wurde am 18. November 1548 in der Stadtkirche Wittenberg beigesetzt.
Cruciger hatte auch organisatorische Aufgaben an der Wittenberger Hochschule übernommen. So war er im Wintersemester 1530/31 Dekan der philosophischen Fakultät, im Sommersemester 1546 bis zum Wintersemester 1548/49 Dekan der Theologischen Fakultät, sowie im Sommersemester 1533, im Wintersemester 1538/39, im Wintersemester 1542/43, im Wintersemester 1546/47 bis zum Sommersemester 1548 Rektor der Wittenberger Alma Mater.
Zu Crucigers familiären Verhältnissen lässt sich sagen, dass er im Sommer 1524 die ehemalige Nonne Elisabeth von Meseritz heiratete. Aus dieser Ehe ging die Tochter Elisabeth hervor, die Luthers Sohn Johannes in zweiter Ehe heiratete, sowie der Sohn Caspar Cruciger der Jüngere, der nach Melanchthons Tod dessen Lehrstuhl an der Wittenberger Universität übernahm, Dessen Sohn war der Theologe Georg Cruciger. Am 24. April 1536 heiratete Cruciger auf Schloss Eilenburg in zweiter Ehe Apollina († 28. September 1557), die Tochter des Leipziger Ratsherren Kunz Günterode und dessen Frau Anna Alpeck († 1541). Die Hochzeitspredigt hielt Martin Luther. Aus dieser Ehe ist die Tochter Apollonia bekannt, die am 6. Juni 1569 den Poeten Georg Mauritius ehelichte.

## Stenograf von Luthers Predigten und Vorlesungen
Caspar Cruciger gilt als der berühmteste, gewandteste und fingerfertigste Mitschreiber der Vorlesungen und Predigten Martin Luthers, was von Zeitzeugen wie zum Beispiel Philipp Melanchthon und Friedrich Myconius bestätigt wurde. Philipp Melanchthon bezeichnete Cruciger als tachygraphos („Geschwindschreiber“, „Schnellschreiber“). Friedrich Myconius: „Es ist nicht erhört worden, daß ein Mann auf Erden so behend hatte schreiben können, als dieser Doctor Cruciger, und wann er Luthero in der Predigt oder in Lectione nachschrieb und exzipierte, so versah er kein Wort, daß sich alle Welt wunder mußt.“
Cruciger verwendete für seine stenografischen Mitschriften eine Abbreviaturschrift. Er gestaltete mit den Zeichen der Schreibschrift und Sonderzeichen Abkürzungen für einzelne Silben und für ganze Wörter, wobei auch übergesetzte Zeichen und Buchstaben Anwendung fanden. Cruciger beherrschte etwa 800 Abkürzungen für Silben und Wörter.
Beispiele von Crucigers lateinischen Abkürzungen: + = Christus; E = evangelium; x = crux, cruci; xfigere = crucifigere; h– = haec; hnt = habent; p = per, par; p = pre; pr = pater; sacerdotes = saes
Caspar Cruciger schrieb auch das Wormser Religionsgespräch zwischen Johann Eck und Philipp Melanchthon im Dezember 1540 in seinem Stenografie-System mit. Dabei rief Kardinal Granvella, der das Gespräch leitete, aus:
„Die Lutheraner haben einen Schreiber, der weit gelehrter ist als alle römisch-katholischen.“
Crucigers etwa gleichaltrige Studienkollegen und seine späteren Schüler in der Kunst des Mitschreibens, Georg Rörer und Stephan Roth, schrieben ebenfalls Martin Luthers Predigten mit.

## Werke
- Mitarbeit an der Übersetzung der Bibel
- Sommerpostille aus Predigten Luthers, Weimar 1928 und 1929
- Nachschrift und Drucklegung von Lutherpredigten
- Crucigers akademische Reden
- Vorlage über die altkirchlichen Bekenntnisse
- Auszüge aus den Religionsgesprächen
- Briefwechsel zwischen ihm und Melanchthon

## Gedenkstätten
Die Städte Magdeburg und Leipzig benannten ihm zu Ehren eine Straße (Crucigerstraße bzw. Creuzigerstraße) und in der Lutherstadt Wittenberg befindet sich eine Gedenktafel.